# Asterix und das Geheimnis des Zaubertranks
Asterix und das Geheimnis des Zaubertranks (Originaltitel: Astérix: Le Secret de la potion magique) ist ein französischer Computeranimationsfilm von Alexandre Astier und Louis Clichy aus dem Jahr 2018. Der Film basiert auf den Asterix-Comics von René Goscinny und Albert Uderzo und wurde im Dezember 2018 in Frankreich veröffentlicht. Der Kinostart in Deutschland war am 14. März 2019.

## Handlung
Der Druide Miraculix erleidet beim Mistelschneiden einen Unfall, wodurch ihm bewusst wird, dass er einen Nachfolger finden muss, dem er das Rezept des Zaubertranks anvertrauen kann. Er schickt eine Gruppe von Wildschweinen zu seinen Druidenkollegen, um eine Versammlung einzuberufen, wobei das kleinste Wildschwein sich verirrt und in das Haus des zwielichtigen Dämonix gelangt, der aus der Gemeinschaft der Druiden ausgestoßen wurde. Sowohl die Dorfbewohner als auch die anderen Druiden reagieren entsetzt auf Miraculix’ Ansinnen: Asterix mit dem Argument, dass der Unfall einmalig war, und die Druiden, weil es kaum qualifizierte Nachfolger für Miraculix gebe. Plötzlich taucht Dämonix auf und entwendet den Namen des einzigen sehr talentierten Nachwuchsdruiden. Um in den Besitz der Zaubertrankformel zu gelangen, macht er sich auf den Weg zu besagtem Druiden Emporkömmlix, nachdem er die Römer noch darauf aufmerksam gemacht hat, wie es um die Sicherheit des berühmten gallischen Dorfes bestellt ist. Da Asterix und Obelix bei der Suche nach potentiellen Nachfolgern länger unterwegs sind, begleiten alle anderen Männer des Dorfes außer Troubadix die beiden. So lange verteidigen allein die Frauen das Dorf gegen die römische Besatzungsmacht, wobei sie mit den verbliebenen Zaubertrankvorräten auskommen müssen. Nachdem der Zaubertrank aufgebraucht wurde, wollen die Römer das Dorf vernichten. Doch Dämonix gelingt es, einen anderen Zaubertrank aus der Urformel von Miraculix herzustellen. Er kann mit Feuerkugeln das Dorf zerstören. Nur durch Miraculix’ Eingreifen und das immer mitgereiste Dorfmädchen Vitrine (die den Zaubertrank nun herstellen darf), gelingt es, die Römer und schließlich auch Dämonix, der sich zu einem feurigen Giganten entwickelt hat, zu bezwingen. Emporkömmlix verlässt niedergeschlagen jenen Ort, da er nun nicht Miraculix’ Nachfolger wird. Vitrine meint, dass sie die Formel des Zaubertranks nicht vergessen kann. Miraculix meint zwar erst, dass sie sie mit der Zeit schon vergessen wird, merkt aber dann zu sich selber an, dass er sich da nicht so sicher ist.

## Produktion
Das Drehbuch basiert auf keiner der bisherigen Asterix-Geschichten, sondern wurde von Alexandre Astier für diesen Film geschrieben. Astier führte zusammen mit Louis Clichy Regie, wie schon beim vorherigen Film Asterix im Land der Götter.
Nach sämtlichen seit 1964 entstandenen Hörspielen und sämtlichen seit 1967 entstandenen Trickfilmen war hier im französischen Original zum ersten Mal nicht mehr Roger Carel als Asterix zu hören; um den Zuschauern nach einem halben Jahrhundert den durch Ruhestand notwendigen Wechsel weniger schwer zu machen, übernahm Christian Clavier die Rolle, die er in zwei Realfilmen bereits gespielt hatte.

## Synchronisation
| Rolle                 | Originalsprecher       | Synchronsprecher    |
| --------------------- | ---------------------- | ------------------- |
| Asterix               | Christian Clavier      | Milan Peschel       |
| Obelix                | Guillaume Briat        | Charly Hübner       |
| Miraculix             | Bernard Alane          | Thomas Rau          |
| Majestix              | Serge Papagalli        | Thomas Rauscher     |
| Vitrine               | Lévanah Solomon        | Laura Jenni         |
| Dämonix               | Daniel Mesguich        | Willi Röbke         |
| Emporkömmlix          | Alex Lutz              | Sebastian Winkler   |
| Verleihnix            | François Morel         | Gerhard Jilka       |
| Automatix             | Lionnel Astier         | Christoph Jablonka  |
| Gutemine              | Florence Foresti       | Angelika Bender     |
| Aepyornix             | Nicky Naudé            | Alexander Duda      |
| Atmosferix            | Gérard Hernandez       | Tonio von der Meden |
| Augenblix             | Patrick Pineau         | Detlef Tams         |
| Bazunix               | Dominique Bastien      | Harry Täschner      |
| Julius Cäsar          | Philippe Morier-Genoud | Martin Umbach       |
| Cubitus               | Élie Semoun            | Benedikt Weber      |
| Drausvomwaldkommnix   | Patrick Bonnel         | Hans-Rainer Müller  |
| Fotovoltaix           | Nicky Naudé            | Andreas Borcherding |
| Madame Methusalix     | Luna Karys             | Dana Geissler       |
| Hansdietrix           | Louis Clichy           | Patrick Schröder    |
| Hippix                | Christophe Fluder      | Pascal Fligg        |
| Hühnerbrus            | Franck Pitiot          | Alexander Brem      |
| Jellosubmarine        | Joëlle Sevilla         | Dorothea Anzinger   |
| Kapitän Rotbart       | Eric Bougnon           | Christian Jungwirth |
| Lorbix                | Yoann Blanc            | Benedikt Gutjan     |
| Methusalix            | Laurent Morteau        | Claus-Peter Damitz  |
| Mogelpackix           | Alexandre Astier       | Mike Carl           |
| Müslix                | Dominique Bastien      | Patrick Roche       |
| Dreifuß               | Daniel Laloux          | Stefan Lehnen       |
| Senator Tomcrus       | Olivier Saladin        | Walter von Hauff    |
| Somniferus / Hasenfus | Alexandre Astier       | Thomas Wenke        |
| Strolchix             | Ethan Astier           | Dominic Pühringer   |
| Thermometrix          | François Raison        | Erich Ludwig        |
| Troubadix             | Arnaud Léonard         | Kai Taschner        |
| Kugelix               | Simon Brunner          | Jakob Jilka         |

## Erfolg und Kritik
Auf IMDb wird der Film derzeit mit 6,7 von 10 Sternen bewertet (Stand: Mai 2023). In Frankreich war der Film bis zum Jahresende mit 3,91 Millionen Besuchern einer der erfolgreichsten Filme.

## Auszeichnungen
Der Film wurde für den César 2019 in der Kategorie Bester Animationsfilm nominiert.